# 布兰肯拉特
布兰肯拉特是德国莱茵兰-普法尔茨州的一个市镇。总面积4.59平方公里，总人口1682人，其中男性815人，女性867人（2011年12月31日），人口密度366人/平方公里。